# Klaffel (film)
Klaffel eller klaff-fel, kontinuitetsfel, syftar på företeelser inom film och TV som inte stämmer från tagning till tagning. Exempel kan vara en skådespelare som i ena kameravinkeln har en röd tröja och i nästa har en blå tröja.

## Etymologi
Begreppet klaf[f-]fel är relaterat till verbet klaffa. När saker inte stämmer (inte klaffar) från en scen till en annan uppstår klaffel.

## Funktion
Klaff-fel bryter illusionen av att man tittar på ett verkligt skeende, och ska därför i regel undvikas. (Undantaget är när man som i Den nakna pistolen-filmerna skojar med fenomenet.) Men eftersom inspelningar sällan sker i kronologisk ordning, i ett svep, eller ens på samma plats kan det vara svårt att helt eliminera alla klaff-fel. Inspelningsschemat bestäms ofta av tillträde till inspelningsplatsen. En rollfigur kan återvända till Sergels torg flera gånger under en film, men eftersom det är dyrt att spärra av Sergels torg, spelas de scenerna in i ett sträck.
Det är svårt att rätta till ett klaff-fel när inspelningen väl har slutat. Den person som innan och under inspelningen som har hand om att se till att man undviker klaff-fel på olika sätt är scriptan (på engelska script supervisor eller continuity supervisor – dock är script supervisor vanligare). Jobbet börjar redan innan inspelningen genom att scriptan "bryter ner" manusets tidslinje och identifierar exempelvis hur många dagar historien utspelar sig över och om det finns saker som ska följa med mellan scener. Scriptan lämnar sedan rapporter till de olika avdelningarna, som scenografi, smink, kostym med mera, så att de kan utgå ifrån detta när de avgör vad en karaktär ska ha på sig.
På inspelningen jobbar scriptan med att se till att kontinuiteten håller mellan olika tagningar och kamerainställningar, det görs i samarbete med representanter från de olika avdelningarna. Exempelvis håller en person från kostymavdelningen koll på skådespelarna har rätt kläder på sig för varje scen och under tagningarna håller personen koll på att inget konstigt händer med kläderna och om karaktären tex drar upp ärmarna på tröjan inför en fight, ser kostympersonalen till att kläderna återställs in för nästa tagning och att ärmarna ska vara uppdragna även i nästkommande scen när fighten flyttar till en annan lokal. Det kräver mycket fotografier av allt som finns i bild, anteckningar om rörelsemönster. Polaroid-kameror var vanliga verktyg, men har ersatts av digitalkameror och i vissa fall hårdvara som kopplas mellan monitor och dator och tillåter scriptan att ta screen shots. 
Bortsett från klaff-fel, jobbar också scriptan med att se till så att alla delar av manuset blir filmade, skriver rapporter till klipparen och att det som filmas faktiskt går att klippa ihop. Övriga avdelningar jobbar numera ofta med kontinuitetsappar som låter bilder kopplas till karaktärerna och scenerna de har varit med i.

## Olika klaff-fel
De flesta klaff-fel som förekommer i filmer är små, såsom hur mycket vatten det finns i en persons glas eller cigaretters längd. Variationer i väderlek (längre skuggor, molnformationer med mera) är ytterst svåra att undvika men märks ofta inte.
Lite större fel (redigerings-klaff) kommer sig av att en tagning överlappar en annan så att rollfiguren ser ut att göra samma sak två gånger. Ett sådant exempel finns i En ding, ding, ding, ding värld när en grupp människor börjar klättra två gånger.
Intrig-klaff handlar om brister i det fiktiva universumet. Till exempel kan en rollfigur i en scen berätta att han var enda barnet och senare presentera sin syster. Ett sådant fel finns i The Cosby show där familjen sades ha 4 barn men ett 5:e dök upp under en Thanksgiving-middag. Eller så kan en rollfigur försvinna spårlöst. Mest berömt är fallet med Chuck Cunningham i TV-serien Gänget och jag som försvann mellan säsong 2 och 3.
Klaff kan vara svårt i komplexa fiktiva världar som skiljer sig väldigt mycket från vår verklighet, såsom i science fiction eller fantasy. Många fiktiva universum, till exempel Star Trek och Stjärnornas krig, är så välkända och detaljerade att det kan vara svårt att skapa nya berättelser som passar in i den etablerade tidslinjen.
Klaff-fel görs ibland medvetet (se retcon). Bobby i Dallas som dog men sen kom ut ur duschen är ett omtalat exempel.
TV-serier som 24, där skådespelarna ska se ut som om det är samma dag i 24 avsnitt i sträck, har gjort tittarna medvetna om vikten av att hålla klaff.
Ibland försöker skaparna ge förklaringar till eller släta över tidigare klaff-fel. I andra fall löses problemet genom att förneka existensen av det avsnitt som innehåller klaff-felet, genom att påstå att det inte tillhör kanon. Att kasta bort all tidigare kontinuitet och börja om från början kallas att reboota. Ett exempel på detta är Bond-filmen Casino Royale, som utspelar sig i nutid, men skildrar James Bonds första uppdrag som 00-agent. En mindre extrem version suddar ut ett avsnitt, vilket kallas resetknapps-tekniken. 

## I andra medier
Visuella klaff-fel finns i litterära texter också. I Chaucers The Canterbury Tales ("The Millers Tale") finns en scen där en dörr slits av gångjärnen för att lite senare stängas normalt.